# Katie Brayben
Katie Brayben (Londra, 3 settembre ...) è un'attrice teatrale e cantante inglese, nota soprattutto nell’ambito del teatro musicale del West End londinese.

## Biografia
Nel 2013 ha recitato nell'adattamento teatrale di American Psycho con Matt Smith e Hugh Skinner. Nel 2014 recita ne ruolo di Carole King in Beautiful: The Carole King Musical, per cui vince il Laurence Olivier Award alla migliore attrice in un musical. Nel 2023 vince nuovamente lo stesso premio per la sua interpretazione nel ruolo di Tammy Faye nell'omonimo musical di Elton John, con cui esordisce a Broadway nel 2024.

## Filmografia

### Cinema
- A Serial Killer's Guide to Life, regia di Staten Cousins Roe (2019)

### Televisione
- Vera – serie TV, episodio 5x01 (2015)
- Doctor Who – serie TV, episodio 10x05 (2017)
- King Charles III, regia di Rupert Goold – film TV (2017)
- La Ruota del Tempo (The Wheel of Time) – serie TV, episodi 1x08-3x04 (2021-2025)
- Miss Scarlet and the Duke – serie TV, episodio 2x01 (2022)
- War of the Worlds – serie TV, episodio 3x05 (2022)
- La regina Carlotta: Una storia di Bridgerton (Queen Charlotte: A Bridgerton Story), regia di Tom Verica – miniserie TV, puntate 3-6 (2023)